# Немецкий (полуостров)
Полуостров Неме́цкий (ранее Нурменсатти) — полуостров в Мурманской области России.
Немецкий полуостров находится на Мурманском берегу Варяжского залива Баренцева моря в 1 км от выхода из губы Печенга, и разделяет Малонемецкую Западную и Малонемецкую Восточную бухты. Соединён с материком узким перешейком (230 м). Длина — 1,7 км. Ширина — до 700 м. На полуострове находятся мысы Ристиниеми и Кяскюниеми. На полуострове несколько небольших озёр и ручьев. Центр полуострова заболочен.

Карта Немецкого полуострова

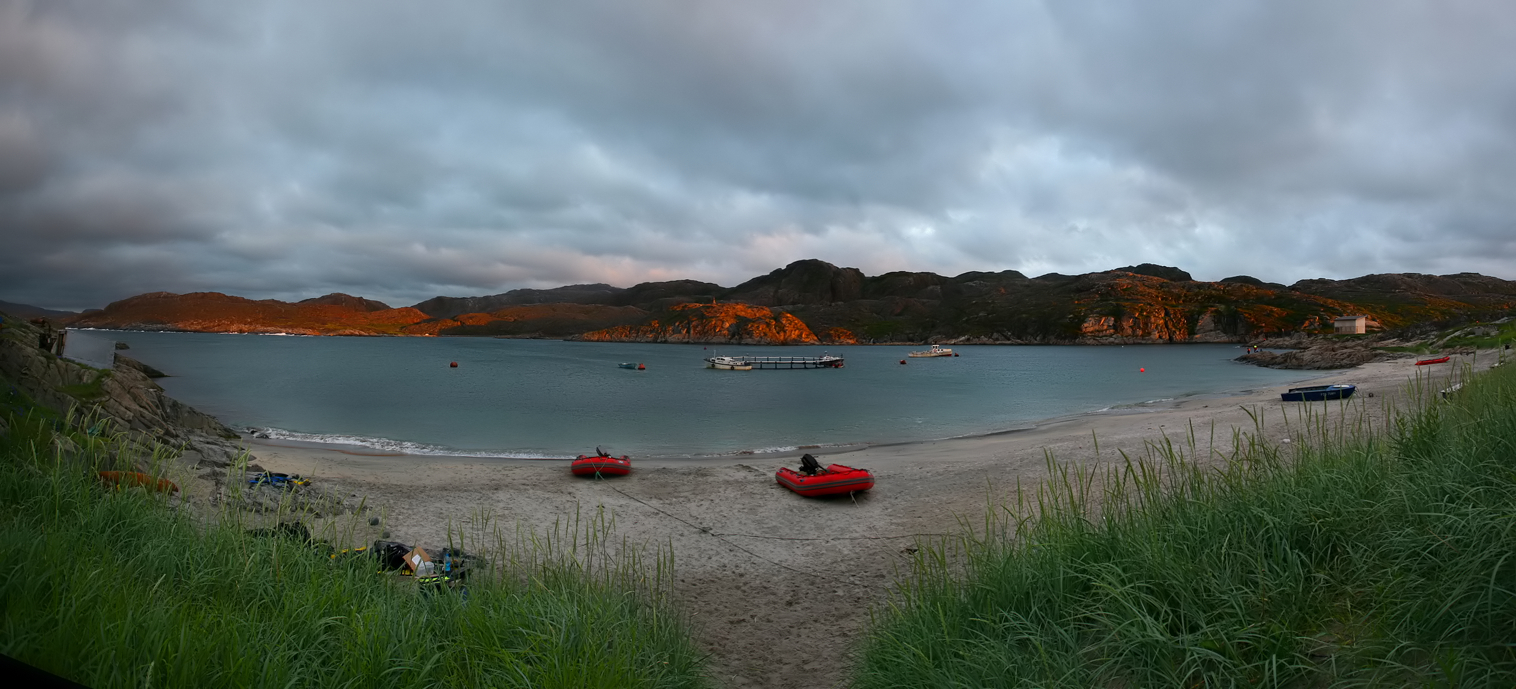
Малонемецкая Восточная бухта с Немецкого полуострова

Рельеф полуострова преимущественно скалистый. Высочайшая точка 42,8 м. В море близ полуострова встречаются подводные и надводные камни. Растительность скудная, тундровая. Фауну моря близ полуострова представляют различные виды рыб, крабы, морские ежи и др.
Рядом с полуостровом глубины моря до 24 м. В центре полуострова есть пещера.
На полуострове во время Великой Отечественной войны располагалась немецкая 150-мм артиллерийская батарея, которая прикрывала подход с моря к финскому Лиинахамари. В батарее находилось несколько стационарно установленных корабельных орудий, демонтированных с выведенного из состава флота линейного корабля "Гнейзенау" (тип «Шарнхорст»), подземные сооружения и казармы. После войны здесь расположилась уже советская огневая точка, а в 1990-х и она была частично разобрана. Сейчас полуостров активно используется дайверами и диггерами.
В 30 км на северо-восток на полуострове Рыбачий находится одноимённый мыс — Немецкий.